# موسى سفياني
موسى شوعي سفياني مواليد 16 أغسطس 1996، هو لاعب كرة قدم سعودي يلعب كظهير أيسر يلعب حالياً في نادي الشعلة.

## مسيرة اللاعب
لعب سابقاً في نادي الرياض ونادي سدوس ونادي المجزل ونادي الوشم ونادي الشعلة.